# نهائي كأس تركيا 2002
نهائي كأس تركيا 2002 هي المباراة النهائية من منافسة كأس تركيا 2001–02 ‏، أقيمت المباراة في 2002، في ملعب بورصا أتاتورك، بين فريقي كوجالي سبور، ونادي بشكتاش، وفاز فيها كوجالي سبور، وكان حكم المباراة Metin Tokat ‏، وحضر المباراة 18000 شخصاً.